# 土佐大津站
土佐大津站（日语：／ Tosa-ōtsu eki */?）是一位於日本高知縣高知市大津甲、隸屬於四國旅客鐵道（JR四國）的鐵路車站。車站編號為D41。
本站由於位處高知市內，而且由土佐黑潮鐵道阿佐線開出的列車，在到達後免站後大都繼續南行至高知站，所以班次較密。惟直通南下至伊野、須崎或窪川的班次每天只有六班，其他時間均需在高知站轉車。北行列車則以土佐山田站為總站或於後免站轉入土佐黑潮鐵道阿佐線。每天只有七班列車繼續北行至阿波池田站。

## 車站結構
開站時為以木及磚所搭成的單層站舍，裝修後則改以混凝土建成，原窗戶被密封，只剩下候車室及儲物室。站舍外設有洗手間。
本站為兩線兩側式月台的設計，靠近站舍為1號月台，亦是本線。2號月台則需橫過路軌才能到達，為避車線，兩邊月台均設有上蓋的候車亭，2號月台上亦設有座位。
站舍和2號月台中間原設有平交道口，但自從在向月台末端近布師田站方向設置了行人天橋後，平交道口已加上鐵閘門，只有特別情況才會打開。兩個月台的有效長度均為4卡列車。但避車路軌長度則達8卡列車，這是由於本站間中有特急列車需要停車待避另一邊的特急列車。另外除非遇上避車，否則上下行列車均以1號月台上落乘客。

### 月台配置
| 月台 | 路線    | 方向 | 目的地                           |
| ---- | ------- | ---- | -------------------------------- |
| 1、2 | ■土讚線 | 上行 | 阿波池田、土佐山田、安藝、奈半利 |
| 1、2 | ■土讚線 | 下行 | 高知、伊野、須崎、窪川           |

## 歷史
- 1925年12月5日：開業。
- 1969年10月1日：貨物托貨服務取消。
- 1970年10月1日：無人化。
- 1987年4月1日：日本國鐵分割民營化，車站的營運由JR四國繼承。

## 相鄰車站
四國旅客鐵道（JR四國）
■土讚線
後免（D40）－土佐大津（D41）－布師田（D42）（※）－土佐一宮（D43）
（※）一部分上行普通列車不停靠布師田站。

## 圖片集

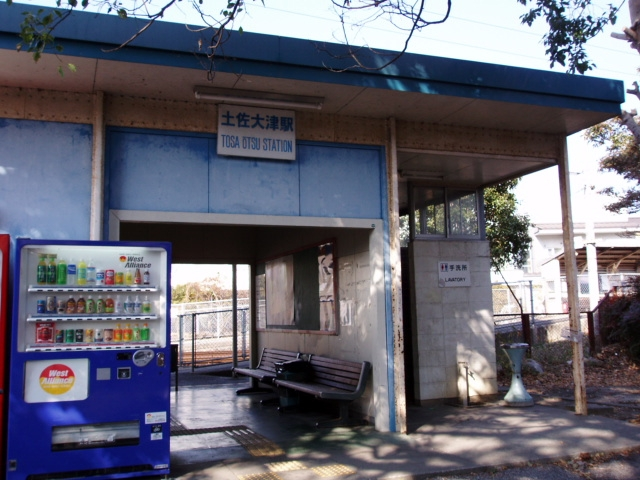
車站入口及站旁的洗手間
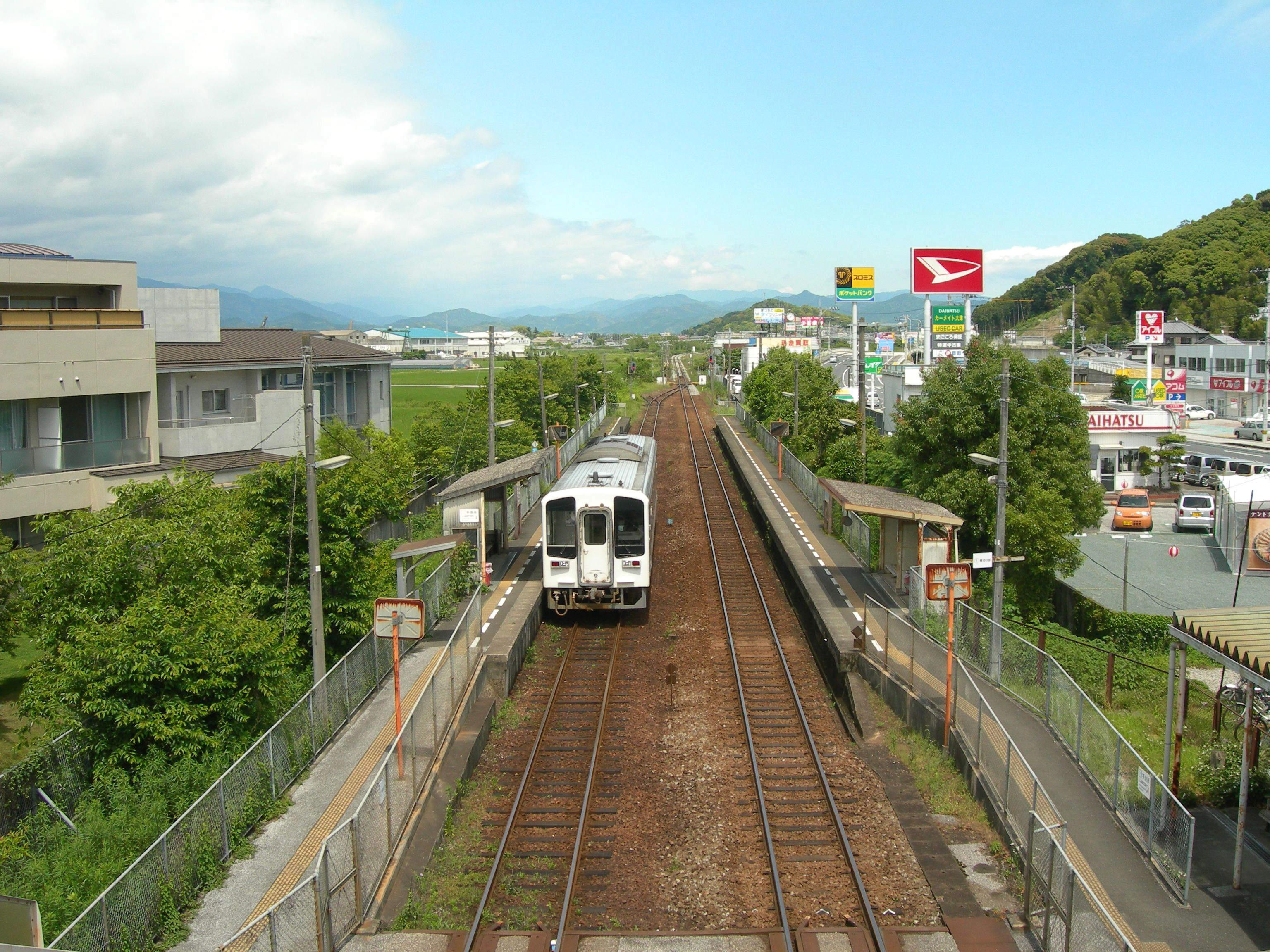
一輛普通列車停在2號月台上，前端為向後免方向。

## 外部連結
- JR四國土佐大津站發車資訊 （页面存档备份，存于）